# Nœud de Zeppelin double
Le nœud de Zeppelin double est un nœud de boucle en milieu de corde qui produit trois boucles utilisables.

## Type de nœud
Le nœud de Zeppelin double est une variante du nœud de Zeppelin

## Réalisation
Le nœud est réalisé comme le nœud de Zeppelin simple, mais en doublant les brins en milieu de corde.

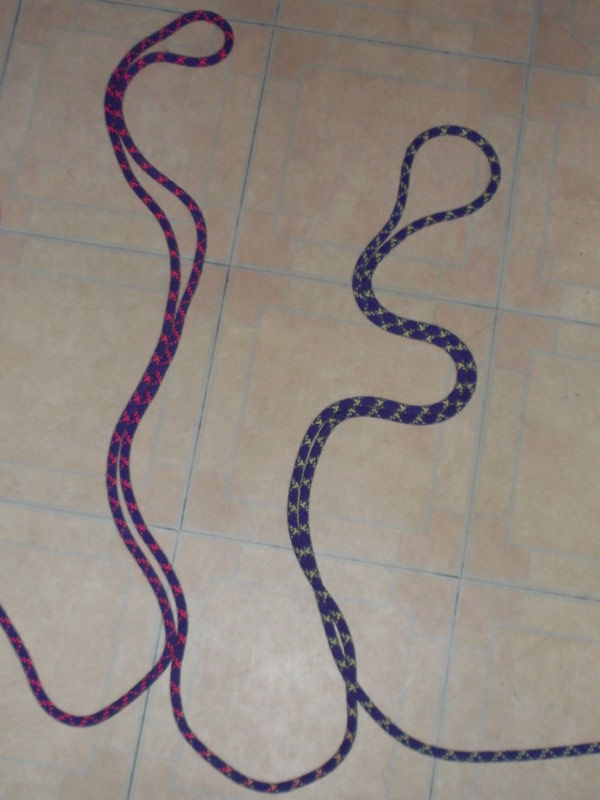
Procéder de la même manière qu'avec les brins en simple :
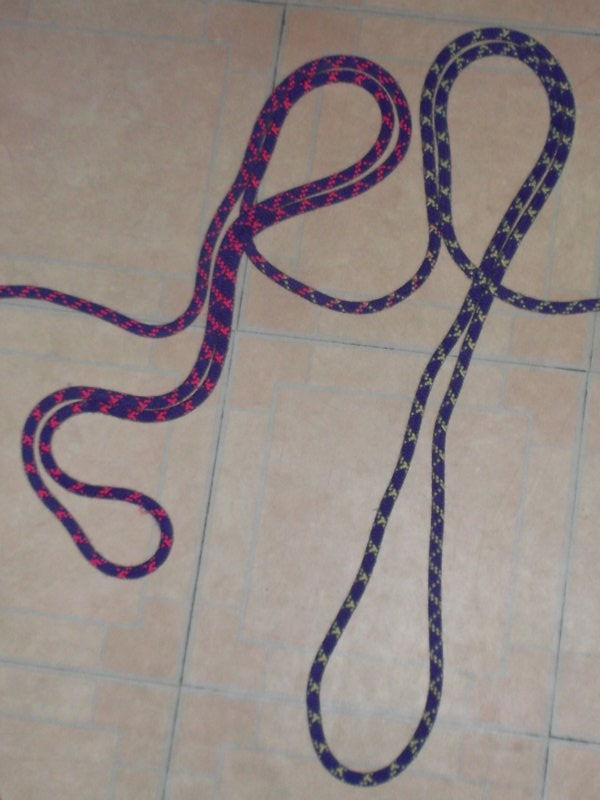
réaliser des ganses tournées dans le même sens,
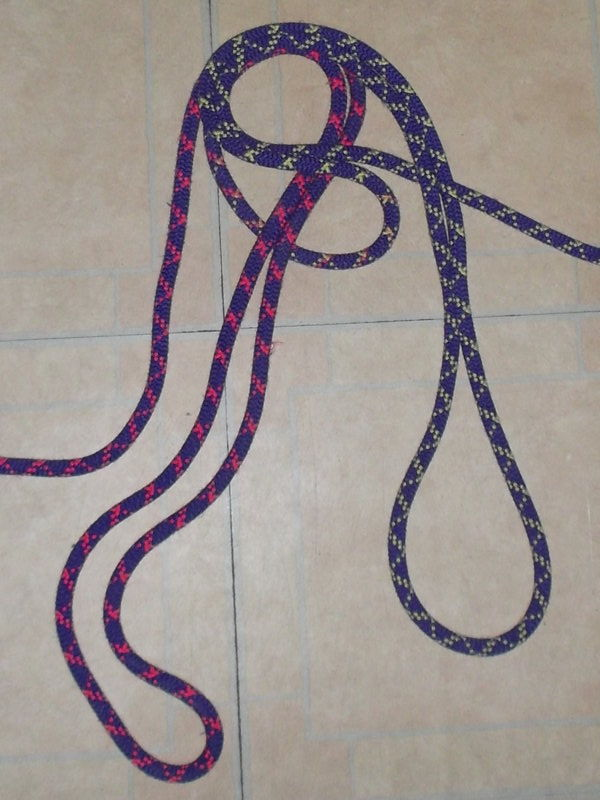
superposer les ganses têtes-bêches,
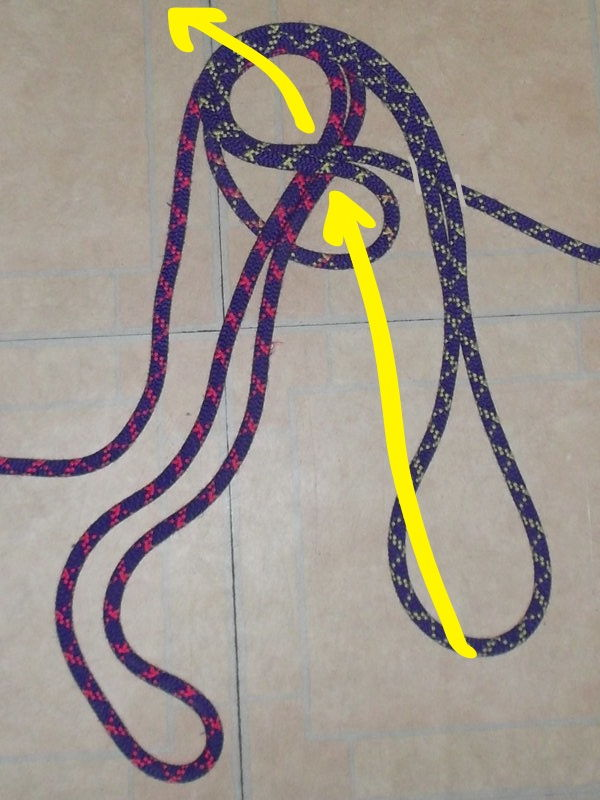
le dessus passe par-dessus pour ensuite entrer dans le puits par derrière,
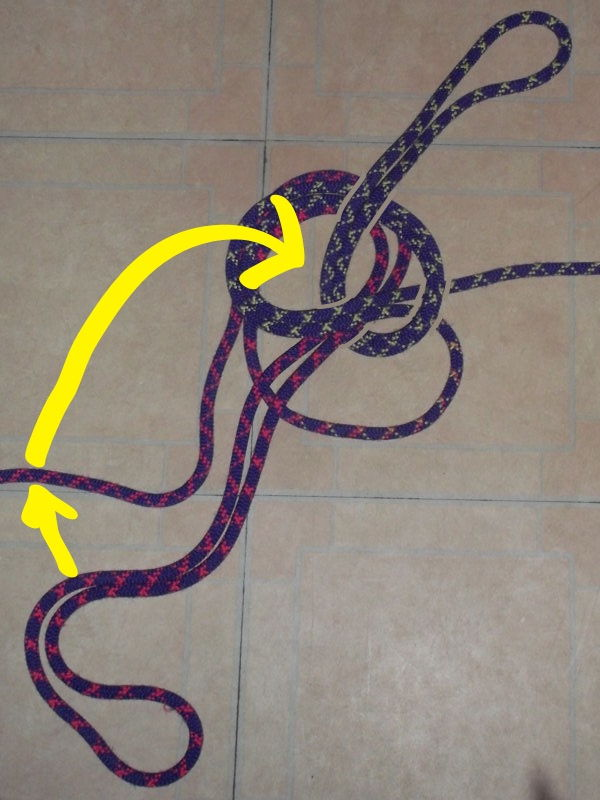
le dessous passe par-dessous pour ensuite...
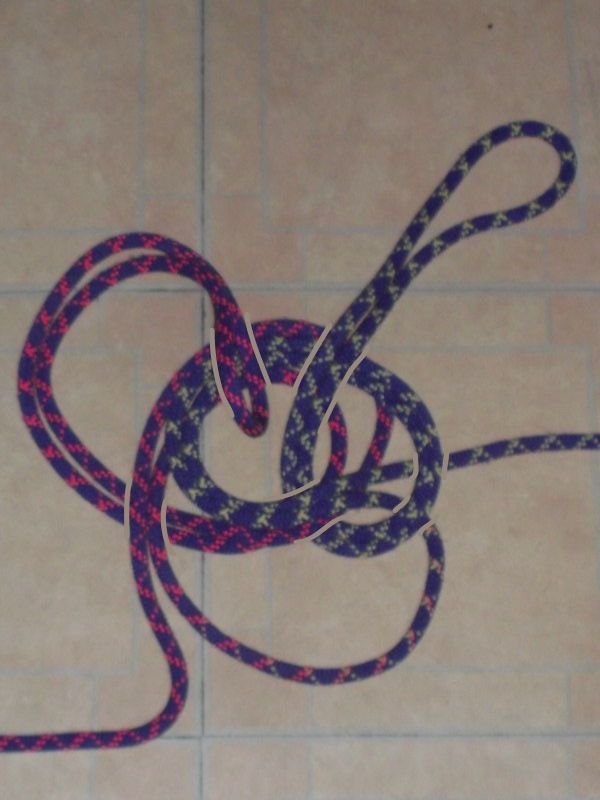
...entrer dans le puits par devant,
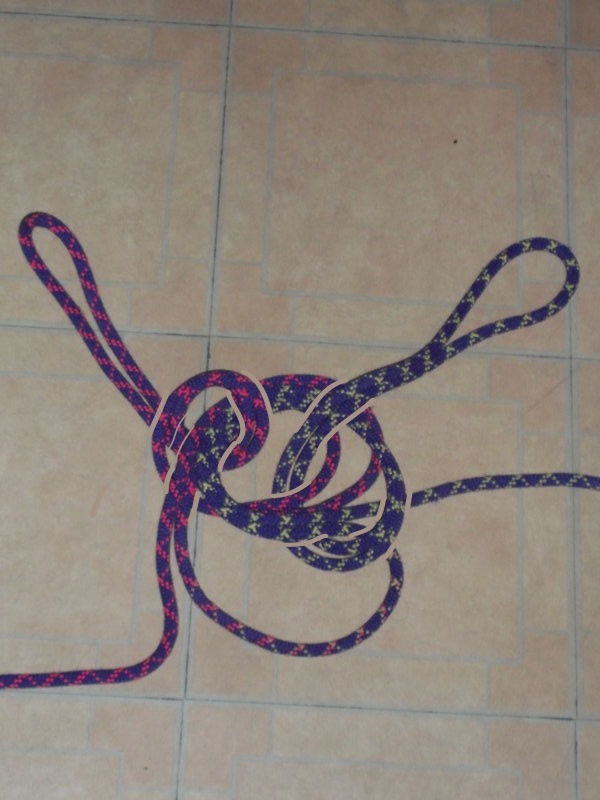
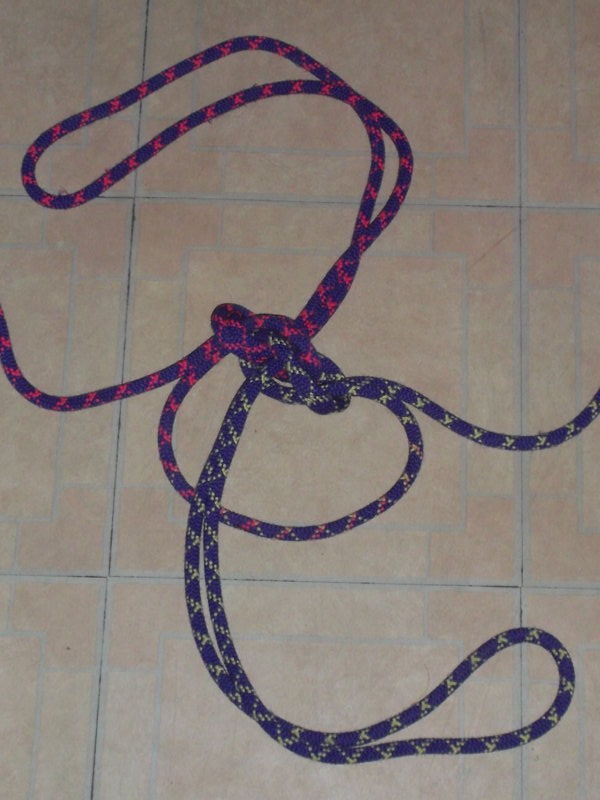
Serrer.

## Intérêt
- On obtient deux boucles à amarrer, plus une troisième qui se crée en raison de la structure du nœud.
- Le nœud n'est pas auto-répartiteur : les asymétries de construction sont conservées.
- Comme le nœud de Zeppelin en simple, ce nœud est très facile à dénouer même après une mise en charge.